# Prudential plc
Prudential plc es una compañía de seguros multinacional británica con sede en Londres, Reino Unido. Fue fundada en esta ciudad en mayo de 1848 para ofrecer préstamos a profesionales y trabajadores.
Prudential tiene dos cotizaciones primarias en la Bolsa de Valores de Londres y en la Bolsa de Hong Kong, y forma parte del índice FTSE 100. También tiene cotizaciones secundarias en la Bolsa de Valores de Nueva York y la Bolsa de Singapur.